# Kanton Manosque-Nord
Kanton Manosque-Nord (franc. Canton de Manosque-Nord) – kanton w okręgu Forcalquier w departamencie Alpy Górnej Prowansji (franc. Alpes-de-Haute-Provence) w regionie Prowansja-Alpy-Lazurowe Wybrzeże (franc. Provence-Alpes-Côte d’Azur). W jego skład wchodzi 3 gmin:
- Manosque
- Saint-Martin-les-Eaux
- Volx[2]

W kantonie w 2012 roku zamieszkiwało 12 310 osób.